# Takeshi Hino

a Compétitions nationales et continentales officielles uniquement.

b Matchs officiels uniquement.
Dernière mise à jour le 19 août 2022.
Takeshi Hino (日野剛志, Hino Takeshi), né le 20 janvier 1990 à Fukuoka (Japon), est un joueur international japonais de rugby à XV jouant au poste de talonneur. Il évolue avec le club des Shizuoka Blue Revs en League One depuis 2012, et est prêté au Stade toulousain en Top 14 durant la Coupe du monde 2019.

## Carrière

### En club
Takeshi Hino a commencé par évoluer en championnat japonais universitaire avec son club de l'université Dōshisha entre 2008 et 2012.
Il a ensuite fait ses débuts professionnels en 2012 avec le club des Yamaha Júbilo (futurs Shizuoka Blue Revs) situé à Iwata et qui évolue en Top League.
À la fin de la saison 2016-2017 de Top League, il est retenu dans l'équipe type de la compétition.
En décembre 2016, il est annoncé dans l'effectif 2017 de la franchise japonaise des Sunwolves, évoluant en Super Rugby. Il joue huit matchs lors de cette première saison en Super Rugby, et inscrit deux essais. Il n'est initialement pas conservé pour la saison 2018, mais rejoint quand même la franchise au mois de janvier sur la base d'un contrat court, cependant il ne dispute aucun match,,.
En août 2019, il est mis à l'essai par le club français du Stade toulousain qui évolue en Top 14, qui recherche alors un joker Coupe du monde pour compenser l'absence en sélection de Peato Mauvaka, ainsi que les blessures de Julien et Guillaume Marchand. Son arrivée a été rendue possible par le partenariat entre le Stade toulousain et son club des Yamaha Júbilo, où joue Hino. Au bout d'une semaine d'essai, il se montre convaincant et rejoint officiellement le club toulousain, devenant ainsi le premier joueur japonais de l'histoire du club,. Il joue trois matchs avec le club toulousain, puis rentre au Japon au terme de son contrat.

### En équipe nationale
Takeshi Hino est sélectionné pour la première fois avec l'équipe du Japon dans le cadre de la tournée de novembre 2016. Il obtient sa première cape internationale le 19 novembre 2016 à l’occasion d’un test-match contre l'équipe du pays de Galles à Cardiff,. Plus tard la même année, il dispute le Championnat d'Asie 2017, et remporte la compétition avec son équipe.
En juin 2022, après six ans d'absence en sélection, il est rappelé pour disputer la série de test-matchs d'été. Il dispute à cette occasion une rencontre face à l'Uruguay, et inscrit un doublé,.

## Statistiques internationales
- 5 sélections avec le Japon depuis 2016.
- 15 points (3 essais).

## Palmarès

### En club
- Vainqueur du All Japan Championship en 2015
- Finaliste du Championnat du Japon en 2015.

### En équipe nationale
- Vainqueur du Championnat d'Asie en 2017.

### Distinctions personnelles
- Membre de l'équipe type du Championnat du Japon en 2017.